# Frank Netter
Frank Henry Netter (* 28. April 1906 in New York; † 17. September 1991 ebenda) war ein US-amerikanischer Arzt und Anatom. Er wurde weltweit bekannt durch seine anatomischen Illustrationen des menschlichen Körpers und dessen Funktionsweise. Aufgrund seiner sehr detailreichen und nahezu lebensechten Darstellungen wird er manchmal als „Michelangelo der Medizin“ bezeichnet.

## Leben
Frank Netter wurde 1906 in New York geboren. Bereits in der Kindheit von Frank Netter gehörten Zeichnen und Malen zu seinen Hobbys. Nach einer entsprechenden Ausbildung an der National Academy of Design in New York war er in den 1920er Jahren beruflich als Zeichner tätig, unter anderem für die Saturday Evening Post und die New York Times. Er absolvierte dann jedoch auf Drängen seiner Familie ein Studium der Medizin an der New York University. Nach dem Ende seines Studiums im Jahr 1931 begann er mit dem Zeichnen medizinischer Illustrationen, um sich die Eröffnung einer Praxis zu finanzieren. Zwei Jahre später schloss er seine Facharztausbildung zum Chirurgen ab und ließ sich in eigener Praxis nieder. Während des Zweiten Weltkrieges war er als Offizier in der United States Army tätig und illustrierte Unterlagen für die Erste-Hilfe-Ausbildung von Soldaten.
Seine erfolgreiche Karriere als Illustrator begann 1938 bei der CIBA Pharmaceutical Company. Nach dem großen Erfolg seiner Zeichnungen bei Ärzten und Wissenschaftlern auch außerhalb der Firma entschied sich CIBA, seine Illustrationen als Buch zu veröffentlichen. Die erste Ausgabe erschien 1948, die Zeichnungen wurden seitdem vielfach als anatomische Atlanten in verschiedenen Zusammenstellungen neu publiziert. Sie umfassen Darstellungen zur menschlichen Anatomie, Embryologie, Physiologie und Pathologie. Ebenso illustrierte er wichtige medizinische Durchbrüche wie Operationen am offenen Herzen, Organtransplantationen und die Verpflanzung des ersten Kunstherzens. Die während seiner rund 45 Jahre beruflicher Tätigkeit entstandenen fast 4.000 Zeichnungen sind heute in einer aus 13 Bänden bestehenden Sammlung unter dem Titel „The Netter Collection of Medical Illustrations“ zusammengefasst, die auch in Deutsch, Italienisch, Spanisch, Portugiesisch und Japanisch vorliegt und weltweit in einer Gesamtauflage von über drei Millionen verkauft wurde.
Als sein wichtigstes Werk sah Frank Netter seinen 1989 erschienenen „Atlas of Human Anatomy“ an. Er erhielt für sein Wirken Ehrendoktortitel mehrerer Universitäten sowie verschiedene Auszeichnungen von Berufsverbänden und Fachvereinigungen. Darüber hinaus war er Ehrenmitglied der Nordamerikanischen Radiologischen Gesellschaft und der Amerikanischen Vereinigung klinischer Anatomen.
Frank Netter starb im September 1991 an Herzversagen. Er war bis an sein Lebensende verheiratet und hatte mit seiner Frau zwei Söhne, einen Stiefsohn und zwei Töchter.